# Markaz Fāyid
Markaz Fāyid (arabiska: مركز فايد) är en region i Egypten.   Den ligger i guvernementet Ismailia, i den nordöstra delen av landet, 110 km öster om huvudstaden Kairo.